# Signalement des maltraitances sur mineurs en France
Dans le cadre de la protection de l'enfance en France, tout élément de danger ou de risque de danger concernant un mineur doit être signalé. On le désigne parfois comme '"information préoccupante", abrégé parfois en "I"P 
La loi sur « la protection de l'enfance en danger en France » a été promulguée le 5 mars 2007, et a été publiée au Journal officiel du 6 mars 2007. Le texte définitif du projet de loi avait été adopté le 22 février 2007, l’Assemblée nationale ayant adopté sans modification le texte déjà adopté par le Sénat le 12 février 2007. Présenté en Conseil des ministres le 3 mai 2006, le projet de loi avait été adopté en première lecture par le Sénat le 21 juin 2006 et par l’Assemblée nationale le 11 janvier 2007.

## Texte de loi
- Pour les professionnels, assistantes sociales, éducateurs, médecins, instituteurs, le principe du secret professionnel est défini par les articles 226-13 et 226-14 du code pénal pour les assistantes sociales, les autres travailleurs sociaux sont tenus a une discrétion professionnelle. Cependant les personnes astreintes au secret professionnel doivent toujours faire part des mauvais traitements à l'égard des mineurs[1]. La révélation du secret dans ce cas est possible (article 226-14 du code pénal).
- Dans tous les cas, toute personne ayant connaissance de l'existence d'un enfant en danger ou en risque de l'être doit aviser les autorités médicales, judiciaires ou administratives. Ne pas le faire serait tomber sous la coupe de la non-dénonciation de mauvais traitements infligés à un mineur (article 434-3 du code pénal).

## Cellule départementale de recueil de traitement et d'évaluation
« La mise en œuvre de la loi du 5 mars 2007 réformant la protection de l’enfance implique des modifications importantes, notamment parce qu’il crée dans chaque département une cellule de recueil, de traitement et d’évaluation des situations de danger ou de risques de danger pour l’enfant et l’adolescent, et parce qu’il détermine les règles du partage d’informations entre professionnels. » in « le guide de la cellule départementale de recueil de traitement et d'évaluation », 2008.

## Quand signaler?
Lorsque l'on constate (ou que l'on soupçonne) une atteinte physique ou mentale, abus sexuel, négligence ou mauvais traitement perpétré sur une personne de moins de 18 ans.
Mais également :
- exigences éducatives disproportionnées
- manifestations de rejet, de mépris, d'abandon affectif
- coup de ceinture

La notion de risque de danger ou de danger est parfois difficile à évaluer. C'est l'accumulation de différents indicateurs qui peut alerter les professionnels intervenant auprès d'enfants. Dans tous les cas, il est important d'en informer les autorités compétentes si on soupçonne que le mineur peut être en danger. 

## Obligation du signalement
Le signalement est une obligation légale.
- articles 434-1 et 3 du nouveau code pénal concernant la non-dénonciation de crime et de   délits et la non-assistance à personne en danger ;
- articles 226-13 et 14 du nouveau code pénal concernant le secret professionnel.

Des services compétents peuvent prendre les mesures qui s'imposent pour protéger un enfant ou aider sa famille en difficulté, après avoir fait une évaluation de la situation.

## À qui signaler?
- A la Circonscription d'Action Sociale du conseil départemental où réside l'enfant. Depuis la loi de 1989, les services du département (action sociale, protection maternelle et infantile et aide sociale à l'enfance) sont chargés d'évaluer le risque couru par l'enfant, de proposer un soutien à l'enfant et à sa famille, ou de faire un signalement à l'autorité judiciaire.
- Au 119, le Service National d'Accueil Téléphonique pour l'Enfance en Danger (SNATED)

- Si les services évaluateurs estiment qu'il existe un danger grave ou urgent, ils en informeront le procureur de la République représenté par le substitut des mineurs au tribunal pour enfants.

## Contenu du signalement
Tous les éléments qui peuvent laisser penser qu'un enfant serait en danger où en risque de danger. L'auteur du signalement n'est pas tenu d'apporter la preuve des faits.

### Voies de signalement
- Par écrit :

1. Coordonnées de la personne qui signale, votre situation (ou profession), votre service le cas échéant, vos coordonnées.
2. Coordonnées du mineur concerné (identité de l'enfant, âge ou date de naissance, nom(s) des parents, adresse(s) des parents)
3. Descriptif circonstancié des faits (faits constatés ou rapportés sans jugement de valeur)

- Par téléphone (dans tous les cas d'urgence) en appelant la circonscription d'action sociale du lieu d'habitation du mineur : Un signalement téléphoné par un professionnel doit toutefois être confirmé par un écrit.
- Le téléphone vert national : 119

Un service d'accueil téléphonique national gratuit est chargé de recueillir les signalements concernant les enfants maltraités. Il fonctionne 24h/24h et a pour vocation à la fois le recueil de signalements et l'écoute des personnes et mineurs en difficulté pour leur apporter aide et conseils.
Les actes de maltraitance peuvent être transmis de façon anonyme. En effet, lorsque l'on est voisins ou proches de la victime, la peur des représailles est récurrente. 